# Ali Farka Touré
Ali Farka Touré (oorspronkelijke naam Ali Ibrahim Touré) (Kanau, 31 oktober 1939 – Bamako, 7 maart 2006) was een Malinese zanger en gitarist. Hij wordt beschouwd als een van de invloedrijkste Afrikaanse muzikanten. Zijn muziek is een kruising tussen traditionele Malinese muziek en Noord-Amerikaanse en Britse blues.

## Levensloop
Touré werd geboren in Kanau, aan de oever van de rivier de Niger. Dit gebied hoorde destijds bij een Franse kolonie genaamd Frans-Soedan (niet te verwarren met het huidige Soedan). Tegenwoordig ligt Kanau in het noordwesten van Mali. Hij was de tiende zoon van zijn moeder, maar de enige die de volwassenheid bereikte. Zijn ouders gaven hem de bijnaam Farka wat ezel betekent, omdat hij koppig was en doorzettingsvermogen bezat. Touré behoorde tot het Arma-volk dat nauw verwant is aan de Songrai (Songhai) en Fulbe in Noord-Mali. Hij zong doorgaans in een Afrikaanse taal, meestal Songhai, Fula of Toeareg.
Touré staat bekend als de Afrikaanse John Lee Hooker omdat hij de eerste Afrikaanse bluesmuzikant was die op het hele continent bekend werd. Hij brak in 1994 wereldwijd door met het album Talking Timbuktu waarvoor hij een Grammy Award kreeg, en waarop hij samenwerkte met Ry Cooder. Ook voor het album In The Heart Of The Moon (2005), dat hij met Toumani Diabaté maakte, kreeg hij een Grammy.
In 2004 werd Touré burgemeester van Niafunké. Op eigen kosten liet hij de wegen opknappen en riolering aanleggen. Ook betaalde hij de brandstof voor de generator die het armlastige dorp van elektriciteit voorzag.
Touré overleed op 66-jarige leeftijd aan botkanker. Voor het label World Circuit had hij net een solo-album voltooid.

## Discografie

### Albums
| Album met eventuele hitnotering(en) in de Nederlandse Album Top 100 | Datum van verschijnen | Datum van binnenkomst | Hoogste positie | Aantal weken | Opmerkingen                          |
| ------------------------------------------------------------------- | --------------------- | --------------------- | --------------- | ------------ | ------------------------------------ |
| Farka                                                               | 1976                  | -                     |                 |              |                                      |
| Ali Farka Touré                                                     | 1987                  | -                     |                 |              |                                      |
| The river                                                           | 1990                  | -                     |                 |              |                                      |
| The source                                                          | 1992                  | -                     |                 |              |                                      |
| Talking Timbuktu                                                    | 1994                  | 28-05-1994            | 62              | 12           | met Ry Cooder                        |
| Radio Mali                                                          | 1996                  | -                     |                 |              |                                      |
| Niafunké                                                            | 1999                  | -                     |                 |              |                                      |
| Red / Green                                                         | 2004                  | -                     |                 |              | Geremasterde albums uit 1979 en 1988 |
| In the heart of the moon                                            | 2005                  | -                     |                 |              | met Toumani Diabaté                  |
| Savane                                                              | 17-07-2006            | 29-07-2006            | 98              | 1            |                                      |
| Ali Farka Touré & Toumani Diabaté                                   | 19-02-2010            | 27-02-2010            | 56              | 2            | met Toumani Diabaté                  |
| Voyageur                                                            | 10-03-2023            | -                     |                 |              | postuum                              |

| Album met hitnotering(en) in de Vlaamse Ultratop 200 albums | Datum van verschijnen | Datum van binnenkomst | Hoogste positie | Aantal weken | Opmerkingen         |
| ----------------------------------------------------------- | --------------------- | --------------------- | --------------- | ------------ | ------------------- |
| In the heart of the moon                                    | 2005                  | 16-07-2005            | 63              | 9            | met Toumani Diabaté |
| Savane                                                      | 2006                  | 29-07-2006            | 28              | 8            |                     |
| Ali Farka Touré & Toumani Diabaté                           | 2010                  | 06-03-2010            | 56              | 5*           | met Toumani Diabaté |

## Film
- 2000 - Ali Farka Touré: Ça coule de source (geregisseerd door Yves Billon en Henry Lecomte)
- 2002 - Ali Farka Touré: Le miel n'est jamais bon dans une seule bouche (documentaire)

- Bibsys: 69708
- Bibliothèque nationale de France: cb13963347k (data)
- Gemeinsame Normdatei: 131718339
- International Standard Name Identifier: 0000 0000 8015 1466
- Library of Congress Control Number: n91128970
- MusicBrainz: 9be2a5ac-8201-489b-b5f6-91f958bf9060
- Nationale Bibliotheek van Tsjechië: js20060407013
- Nationale Bibliotheek van Israël: 987007438074205171
- Nederlandse Thesaurus van Auteursnamen: 099648806
- Système universitaire de documentation: 083487883
- Virtual International Authority File: 12498357